# Бувил (Приморска Сена)
Бувил (фр. Bouville) насеље је и општина у северној Француској у региону Горња Нормандија, у департману Приморска Сена која припада префектури Руан.
По подацима из 2011. године у општини је живело 932 становника, а густина насељености је износила 74,68 становника/km². Општина се простире на површини од 12,48 km². Налази се на средњој надморској висини од 115 метара (максималној 126 m, а минималној 72 m).

## Демографија
| 1962. | 1968. | 1975. | 1982. | 1990. | 1999. | 2011. |
| ----- | ----- | ----- | ----- | ----- | ----- | ----- |
| 500   | 559   | 576   | 924   | 1.020 | 994   | 932   |

График промене броја становника у току последњих година